# Leonardius
Leonardius es un género de hemíptero de la familia Aleyrodidae.

## Especies
- Leonardius kellyae Martin, 2004
- Leonardius lahillei Leonardi, 1910